# IBoy
iBoy è un film del 2017 diretto da Adam Randall, con protagonisti Bill Milner e Maisie Williams. È basato sul romanzo omonimo del 2010 scritto da Kevin Brooks.

## Trama
Il teenager Tom Harvey vive in un quartiere di Londra sottomesso dalle gang di strada e tira avanti solo grazie all'aiuto del migliore amico Danny, che gli regala un nuovo telefono cellulare e lo incoraggia a dichiararsi con l'amica d'infanzia Lucy, che vive lì vicino. Lucy chiede di studiare assieme per gli esami a Tom, che accetta di buon grado. Arrivato a casa di Lucy quella sera, Tom trova il fratello di Lucy, Ben incosciente sul pavimento ed un gruppo di individui mascherati che uscivano dalla sua camera. Avevano violentato Lucy e registrato tutto l'accaduto. Tom scappa cercando di chiamare la polizia, ma viene raggiunto alla testa da un colpo di pistola e cade a terra privo di conoscenza.
Tom si risveglia dieci giorni dopo e il dottore lo informa che frammenti del suo cellulare si sono conficcati nella sua testa in seguito al colpo di pistola. Più tardi quel giorno Tom si accorge che può ascoltare le trasmissioni telefoniche e vedere e controllare i segnali digitali a occhio nudo. Sfruttando queste nuove abilità, Tom risale agli aggressori di Lucy e comincia a farli fuori uno per uno. Nel frattempo, Lucy si è barricata in casa e conta solo su Tom come ancora di salvezza. Per la prima volta dopo l'incidente escono a cena assieme. Dopo una discussione, la sete di vendetta di Tom cresce sempre di più e riesce a risalire ai mandanti dell'aggressione di Ben e Lucy. Assalta la loro casa, distrugge tutte le apparecchiature elettroniche e ruba a loro tutti i soldi e la droga, che poi usa come esca piazzandola strategicamente in modo da far arrestare tutti gli assalitori di Lucy.
Proseguendo nella sua attività di vigilante, Tom si dà il nome di iBoy e con la sua nuova identità segreta promette a Lucy che avrebbe messo a posto le cose, condividendo online le sue azioni eroiche e sgominando un po' alla volta tutti i traffici di droga. Durante un altro raid punitivo, Tom viene intrappolato dalla gang e picchiato duramente, ma riesce a fuggire. Si trascina verso casa ma sviene presso un parco lungo il percorso. Il giorno dopo non può quindi partecipare agli esami scolastici, infrangendo la promessa che aveva fatto a Lucy. Appena arrivato a casa, trova sua nonna tenuta in ostaggio e sotto tiro dal boss criminale conosciuto come Ellman. In cambio della vita di Lucy e della nonna, Tom deve restituire a Ellman tutti i soldi che gli ha rubato durante le sue azioni di vigilante. Tom accetta suo malgrado e inizia il trasferimento monetario usando i suoi poteri, ma contemporaneamente riesce anche a rintracciare Lucy, che era stata rapita proprio da coloro che l'avevano violentata.
Tom si dirige al luogo del rapimento. Riesce a chiamare la polizia, che però non trova nulla. Lucy era riuscita a sottrarre la pistola ai suoi rapitori, ma non a fuggire prima dell'arrivo di Tom ed Ellman. Nonostante i suoi poteri fossero deboli in seguito alle percosse, Tom riesce a sovraccaricare e far esplodere i telefoni cellulari degli scagnozzi di Ellman, che tuttavia riesce a fuggire all'esterno dell'edificio. Tom e Lucy cercano di sopraffare Ellmann ma non ci riescono. Solo grazie ad un impulso emesso dal suo cervello Tom riesce a mettere al tappeto Ellmann e non solo: anche lui e Lucy sono messi KO dallo stesso impulso. Tom si risveglia successivamente in ospedale, con sua nonna a fianco.
Di nuovo a casa, Tom incontra Danny (che aveva fatto la spia sul suo conto con Ellman) che vuole riscattarsi per l'accaduto. Tom lo respinge, dicendogli che non aveva mai scoperto chi stava girando il video durante l'attacco a Lucy. In questo modo fa capire tacitamente a Danny che era stato scoperto. Tom si incontra con Lucy sul tetto del loro palazzo; dove aveva preparato un picnic. I due si scambiano un bacio e guardano verso l'orizzonte.

## Personaggi e interpreti
- Bill Milner è Tom Harvey/iBoy, un adolescente che accusa una commozione cerebrale in seguito a uno sparo al cervello e sviluppa dei poteri sovrannaturali. Will Poulter era stato convocato inizialmente per la parte, ma ha rifiutato per ulteriori impegni dovuti alle riprese di Maze Runner - La rivelazione.
- Maisie Williams è Lucy Walker, compagna di classe di Tom, che è innamorato di lei.
- Miranda Richardson è Nancy "Nan" Harvey, nonna di Tom.
- Rory Kinnear è Ellman, boss spietato che vuole vendicarsi di Tom sfruttando i suoi poteri per fargli rapinare la Banca d'Inghilterra.
- Charley Palmer Rothwell è Eugene, un gangster partner di Cutz
- Jordan Bolger è Danny, compagno di classe e migliore amico di Tom. È in combutta con Ellmann e viene scoperto da Tom.
- Armin Karima è Ant, un gangster del gruppo di Ellman.
- Helen Daniels[2] è Kelly
- Aymen Hamdouchi[2] è Cutz, braccio destro di Ellman.
- McKell David[2] è Hazzard, un gangster del gruppo di Ellman.
- Shaquille Ali-Yebuah[2] è Cass, un gangster del gruppo di Ellman. Viene ucciso perché sospettato di tradimento.
- Leon Annor[2] è Keon
- Lucy Thackeray[2] è Michelle
- Oliver Coopersmith[2] è Ben Walker, fratello di Lucy. Aggredito dagli scagnozzi di Cutz perché non voleva unirsi alla gang di Ellman.
- Petrice Jones[2] è Shotgun

## Accoglienza
Le prime recensioni hanno dato pareri contrastanti. Il sito di recensioni, Rotten Tomatoes ha dato una valutazione del 60%, basata su 10 recensioni, affermando che "la premessa originale di iBoy e la forte performance di Maisie Williams non sono abbastanza per soprassedere una trama banale, un tono troppo serio e un'esecuzione generalmente pasticciata" The Guardian ha recensito negativamente, "Può funzionare con l'humor - ma non con la vera tristezza. È una bella idea che però non emerge molto"